# Plumobates decoratus
Plumobates decoratus är en kvalsterart som beskrevs av Balogh och Sandór Mahunka 1966. Plumobates decoratus ingår i släktet Plumobates och familjen Hemileiidae. Inga underarter finns listade i Catalogue of Life.